# Авганистан на Летњим олимпијским играма 2024.
Авганистан је учествовао на Летњим олимпијским играма 2024. у Паризу, својим првим олимпијским играма од повратка владавине талибана 2021. и самонаметнутог изгнанства многих водећих спортиста у земљи, посебно жена. То је такође означило шеснаести наступ нације у овим играма од 1936 . Земља није учествовала 1952, 1976, 1984. године (као део бојкота предвођеног Совјетским Савезом), као ни 1992. и 2000. године (када су талибани били забрањени). Авганистан је учествовао на свим Олимпијским играма од 2004. године.
Учешће авганистанских спортиста на Олимпијским играма у Паризу 2024. организовали су Међународни олимпијски комитет (МОК), Авганистански национални олимпијски комитет у егзилу и федерације појединачних спортова.   МОК није дозволио талибанским званичницима да учествују на Олимпијади и признаје само авганистански НОК као представника авганистанских спортиста. 
У јуну 2024. Авганистан је најавио шесточлани, родно избалансиран тим спортиста који се такмиче у атлетици, бициклизму, џудоу и пливању, укључујући три ветерана Олимпијских игара у Токију 2020. Тркачи и пливачи могу да се такмиче преко универзалних места загарантованих свим олимпијским земљама, а џудиста је у јулу потврдила Међународна џудо федерација . Две бициклисткиње ( Фариба Хашими и Иулдуз Хашими ) је у јулу потврдила своје учешће од стране Светске бициклистичке уније .
Међу шесторо спортиста само један, џудиста Мохамед Самим Фаизад, живи и тренира у Авганистану. 
Пет спортиста авганистанског порекла такмичило се и у избегличком олимпијском тиму, који се такмичио у брејкденсу, бициклизму, џудоу и теквондоу. У тиму су били олимпијски ветерани 2020. Нигара Шахин и Фарзад Мансури .

## Учесници по спортовима
| Спорт      | Мушкарци | Жене | Укупно |
| ---------- | -------- | ---- | ------ |
| Атлетика   | 1        | 1    | 2      |
| Бициклизам | 0        | 2    | 2      |
| Пливање    | 1        | 0    | 1      |
| Џудо       | 1        | 0    | 1      |
| 4 спорта   | 3        | 3    | 6      |

## Атлетика
| Атлетичарка        | Дисциплина | Квалификације | Квалификације | Финале   | Финале  |
| Атлетичарка        | Дисциплина | Резултат      | Пласман       | Резултат | Пласман |
| ------------------ | ---------- | ------------- | ------------- | -------- | ------- |
| Ша Махмуд Нур Захи | 100 м      |               |               |          |         |
| Камија Јусуфи      | 100 м      |               |               |          |         |

## Бициклизам
| Бициклиста    | Дисциплина                              | Време    | Позиција |
| ------------- | --------------------------------------- | -------- | -------- |
| Фариба Хашими | друмска трка за мушкарце                |          |          |
| Иулдуз Хашими | друмска трка за жене Трка на хронометар | 44:29:13 | 29       |

## Пливање
| Пливач       | Дисциплина    | Група | Група   | Полуфинале       | Полуфинале       | Финале           | Финале           |
| Пливач       | Дисциплина    | Време | Пласман | Време            | Пласман          | Време            | Пласман          |
| ------------ | ------------- | ----- | ------- | ---------------- | ---------------- | ---------------- | ---------------- |
| Фахим Анвари | 50 м слободно | 27:14 | 63      | Није се пласирао | Није се пласирао | Није се пласирао | Није се пласирао |

## Џудо
Први пут од 2016. године, Авганистан је квалификовао једног џудисту за следећу тежинску класу на Играма. Мохамед Самим Фаизад (мушкарци до 81 кг) се квалификовао за игре кроз доделу универзалних места. 
| Џудиста              | Дисциплина     | Прва рунда         | Друга рунда        | Осмина финала      | Четвртина финала   | Полуфинале         | Репесаж            | Финале / BM        | Финале / BM      |
| Џудиста              | Дисциплина     | Противник Резултат | Противник Резултат | Противник Резултат | Противник Резултат | Противник Резултат | Противник Резултат | Противник Резултат | Rank             |
| -------------------- | -------------- | ------------------ | ------------------ | ------------------ | ------------------ | ------------------ | ------------------ | ------------------ | ---------------- |
| Мохамед Самим Фаизад | Мушкарци 81 кг | Борчашвили Л 00–11 | Није се пласирао   | Није се пласирао   | Није се пласирао   | Није се пласирао   | Није се пласирао   | Није се пласирао   | Није се пласирао |